# Obóz pracy przymusowej fabryki Rheinmetall-Borsig na Psim Polu

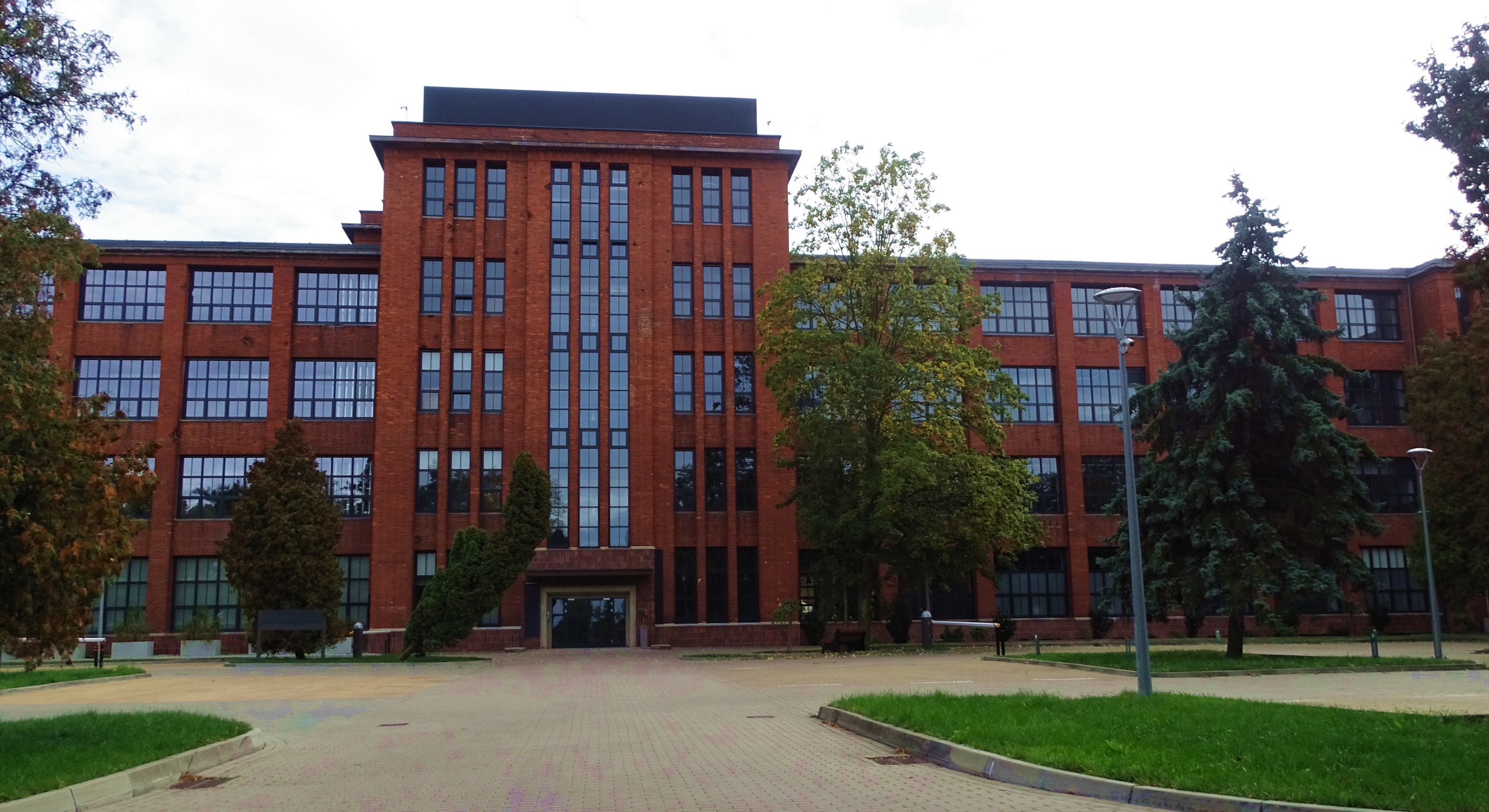
Budynek dawnej fabryki Rheinmetall-Borsig przy obecnej ul. Bierutowskiej, Wrocław Psie Pole. Fabryka ta była budowana od 1940 r. przez pracowników przymusowych z przyległego obozu.

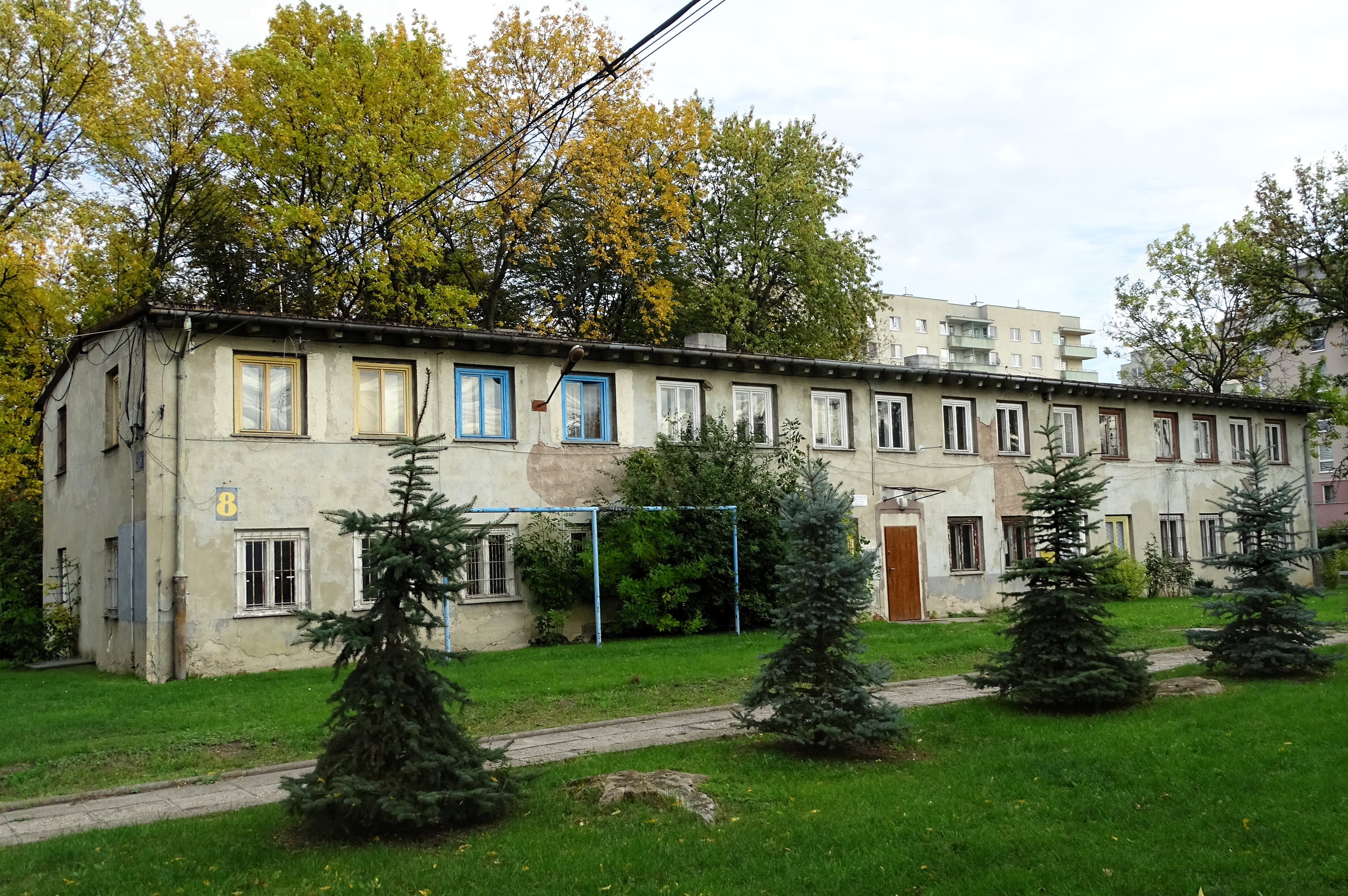
Murowany barak poniemieckiego obozu pracy przymusowej przy fabryce Rheinmetall-Borsig (1940-1945). Obecnie teren Lotniczych Zakładów Naukowych, ul. Kiełczowska, Wrocław Psie Pole.

Obóz pracy przymusowej fabryki Rheinmetall-Borsig na Psim Polu – niemiecki obóz pracy przymusowej dla więźniów III Rzeszy działający na terenie Psiego Pola we Wrocławiu w latach 1940–1945. 
Obóz założono celem zakwaterowania robotników przymusowych i więźniów, którzy byli zatrudnieni przy budowie fabryki zbrojeniowej firmy Rheinmetall-Borsig, a następnie pracowali na rzecz tej fabryki. Obóz wznieśli robotnicy przymusowi po obu stronach obecnej ul. Kiełczowskiej i między nią a ul. Bierutowską. koło cukrowni przy obecnej ulicy Sołtysowickiej w 1940 r. i działał do 7 maja 1945. Płoty dzieliły wnętrze obozu na szereg oddzielnych części, z których każda przeznaczona była dla więźniów innej narodowości, ponadto była też jedna dla niemieckiego personelu, dla którego przeznaczono pięć baraków. Więźniowie mieszkali w barakach zbudowanych z desek, w 1943 i w latach kolejnych wznosili także baraki murowane. Barak przeznaczony był dla ponad 100 więźniów. 
W czasie istnienia obozu była znaczna fluktuacja liczebności i składu narodowościowego mieszkających tu robotników przymusowych, gdyż duże ich grupy przywożono każdego roku, a jednocześnie również duże grupy kierowano do innych obozów. Początkowo w obozie pracowali tylko Polacy zabierani z tej części okupowanej Polski, którą władze III Rzeszy bezpośrednio wcieli do swego państwa (czyli spoza Generalnej Guberni). Liczebność obozu przekraczała wówczas 1 tys. przymusowych robotników. Później przywieziono ok. 700 Czechów, mężczyzn i kobiet, a w ostatnim kwartale 1940 r. przywieziono ok. 400 jeńców francuskich. W następnym roku osiedlono tu 150 kobiet polskich, latem 1942 r. 400 wziętych do niewoli żołnierzy radzieckich, a wiosną 1944 r. 700 Żydów obojga płci, z których ok. 500 zmarło z powodu warunków pracy i życia jakie im stworzono. W tymże roku dostarczono też grupę warszawiaków. W obozie była także niewielka grupa Ukraińców. Warunki pobytu różniły się w zależności od narodowości. 
Po kapitulacji garnizonu niemieckiego w barakach obozowych wojskowe władze radzieckie ulokowały żołnierzy niemieckich, przed przetransportowaniem ich do ZSRR, co nastąpiło w czerwcu 1945.